# Stazione di Pesaro
Stazione di Pesaro vasútállomás Olaszországban, Marche régióban, Pesaro településen.

## Vasútvonalak
Az állomást az alábbi vasútvonalak érintik:
- Bologna–Ancona-vasútvonal

## Kapcsolódó állomások
A vasútállomáshoz az alábbi állomások vannak a legközelebb: 
- Stazione di Fano
- Stazione di Cattolica-San Giovanni-Gabicce